# Charles Socarides
Charles W. Socarides (* 24. Januar 1922 in Brockton (Massachusetts); † 25. Dezember 2005 in New York City) war ein amerikanischer Arzt, Psychiater, Psychoanalytiker und Professor für Psychiatrie am Albert Einstein College of Medicine, Montefiore Medical Center in New York. Er ist vor allem für seine Arbeiten zur Homosexualität bekannt, die er zeitlebens als schwere psychische Störung ansah, die verändert werden könne. Nachdem Homosexualität aus der Liste der psychischen Krankheiten gestrichen wurde, war er 1992 Mitbegründer der National Association for Research and Therapy of Homosexuality.

## Leben
Nachdem Charles Socarides im Alter von 13 Jahren eine Biografie von Sigmund Freud gelesen hatte, beschloss er Arzt und Psychoanalytiker zu werden. Er graduierte am Harvard College 1945, erhielt seinen Doktor in Medizin 1947 am New York Medical College und schloss seine Ausbildung in Psychoanalytischer Medizin 1952 an der Columbia University ab. Ab 1954 bis zu seinem Tod praktizierte er als Psychiater und Psychoanalytiker in New York City.
Socarides war Mitglied der American Medical Association, der American Psychiatric Association, der Association for Psychoanalytic Medicine, der International Psychoanalytical Association (IPA) und der American Psychoanalytic Association (APsaA). Bei letzterer leitete er jahrelang eine Diskussionsgruppe. Er war auch Partnermitglied der Royal Society of Medicine in London und saß im Direktorium der Margaret S. Mahler Psychiatric Research Foundation. Psychiatrie lehrte er an der Columbia University und dem State University of New York Downstate Medical Center. Am Albert Einstein College of Medicine war er von 1978 bis 1996 Clinical Professor of Psychiatry. Vorlesungen hielt er auch in London am Anna Freud Centre, der Portman Clinic, der Tavistock Clinic und vor der British Psychoanalytical Society. Er veröffentlichte acht Bücher und über 80 psychoanalytische Artikel. Im Fernsehen trat er unter anderem bei Dateline NBC, 60 Minutes und Larry King Live auf um seine Arbeit zu diskutieren. Er war auch am 7. März 1967 beim für die damalige Zeit sehr kontroversiellen CBS Special mit dem Titel „The Homosexuals“ unter der Moderation von Mike Wallace zu Gast.
Socarides widmete einen großen Teil seines Berufslebens der Homosexualität und ihrer „Behandlung“. Im Jahre 1995 schätzte er, dass er etwa 1/3 seiner Patienten „helfen konnte, heterosexuell zu werden“, sie seien jetzt verheiratet und glücklich damit. Diese Zahl vergleicht er mit den Werten von Alkoholentzugskliniken. Ein weiteres Drittel blieben homosexuell, hätten weiterhin gleichgeschlechtlichen Sex, könnten jetzt aber ihre „homosexuellen Impulse“ mehr kontrollieren, verstünden die Gründe für ihr Verlangen nach gleichgeschlechtlichem Sex und seien aber nicht Teil der [nicht näher definierten] Schwulenszene. Auch diese Gruppe verbuchte er als Erfolg.
Franklin Kameny und Barbara Gittings waren 1967 als Berater bei Sicherheitsüberprüfungen im Verteidigungsministerium der Vereinigten Staaten tätig. Beim ersten Fall präsentierte das Ministerium Socarides als Gutachter. „Wir hörten mit fasziniertem Horror als er in direkter Einvernahme befragt wurde.“ Die Kreuzbefragung durch Kameny und Gittings dauerte dann drei Stunden. Das Ergebnis war, dass Socarides kurze Zeit später von der Liste der Gutachter gestrichen wurde.
Im Jahre 1973 gab es in der American Psychiatric Association (APA) Bestrebungen, Homosexualität ersatzlos in der zweiten Version des 1952 geschaffenen DSM zu streichen. Socarides und Irving Bieber, die Diskussionsführer der International Psychoanalytical Association, sprachen sich vehement für eine psychopathologische Klassifizierung der Homosexualität aus. Reimut Reiche analysiert: „Aus der unanalytisch-essentialistischen Beweisführung von Socarides geht deduktionslogisch hervor, dass Homosexualität per se pathologisch sein muss.“ Socarides kritisierte die zur Diskussion stehende Änderung als rein politische Entscheidung, die auf keiner wissenschaftlichen Grundlage beruhe. Außerdem habe Robert L. Spitzer, der die letztendlich angenommene Stellungnahme für die Streichung geschrieben hatte, vorher keinen einzigen Artikel über Homosexualität oder „Sexuelle Abweichungen“ geschrieben. Nach Spitzer war jedoch unter anderem die Behauptung nicht haltbar, dass Homosexualität per se eine schwere Persönlichkeitsstörung sei und Homosexuelle niemals glücklich sein könnten. Als Kompromiss wurde Sexual Orientation Disturbance eingeführt, welches in den 1980ern zu Ichdystoner Sexualorientierung umbenannt wurde, 1987 wieder gestrichen wurde.
Im Jahre 1978 kritisiert Socarides unter anderem, dass die APA als zusätzliche Kriterien für Diagnosen Leidensdruck (subjektive Disstress), Beeinträchtigung sozialer Funktionsbereiche oder „intrinsic disadvantage“ eingeführt werden. Dies seien keine adäquaten Kriterien für eine psychiatrische Krankheit.
Im Jahre 1992 war Socarides Mitbegründer der National Association for Research and Therapy of Homosexuality (NARTH), als Reaktion auf die aus ihrer Sicht zunehmende politische Einseitigkeit der American Psychiatric Association Homosexualität nicht per se als behandlungswürdig und behandelbar zu betrachten, um „wissenschaftliche Studien bezüglich Vorbeugung, Behandlung und Problemen verbunden mit Homosexualität“ weiterführen zu können. Er war auch deren erster Präsident.
Nach einem Brief von Ralph Roughton von der American Psychoanalytic Association (APsaA) an die Human Rights Campaign missinterpretierte Socarides (irgendwann zwischen 1990 und 1999) deren Position in einem Artikel und einem gerichtlichen Gutachten. Socarides hatte versucht es so aussehen zu lassen, als ob seine Ansichten der offiziellen Position der APsaA entsprächen. Er zitierte aus einem Dokument der APsaA aus dem Jahre 1968 und ignorierte ein Neueres aus dem Jahre 1990, welches seiner Meinung drastisch entgegenstehende Ansichten vertritt. Das Executive Committee der APsaA ließ den Rechtsanwalt der Organisation einen Brief an Socarides schreiben, wo sie baten diese Missinterpretation zu beenden, anderweitig würden rechtliche Schritte gesetzt werden. Zusätzlich beschloss die APsaA-Newsletter, keine Anzeigen für NARTH-Meetings mehr zu drucken, da die Organisation nicht die Antidiskriminierungs-Regeln erfüllt, „und weil ihre Aktivitäten erniedrigend für unsere schwulen und lesbischen Mitglieder sind.“
Socarides war viermal verheiratet und Vater von vier Kindern. Aus seiner ersten Ehe stammen Richard (* 1954) und Daphne (⚭ nach 1985 mit Robert D. Stolorow; † 1991), aus seiner zweiten Ehe ebenfalls eine Tochter und einen Sohn und aus seiner vierten Ehe (⚭ 1988) eine Tochter. Sein erster Sohn Richard bemerkte ab der neunten Schulstufe (etwa mit 15 Jahren, 1969) seine Anziehung zu Männern. Im Jahre 1986, mit 32 Jahren, hatte er sein Coming-out gegenüber seinem Vater. Richard engagierte sich in der amerikanischen Schwulenbewegung und war der erste offen Schwule, der eine hohe Position im Weißen Haus erlangte. Nach anfänglichem Ärger beruhigte sich Charles und bis zu seinem Tod war das Verhältnis eine respektvolle, aber unruhige und komplexe Verbindung. Richard sagte kurz nach dem Tod seines Vaters: „Wir bemühten uns als Vater und Sohn zu verstehen.“
Im Jahre 1992 interviewte der Neurowissenschaftler Simon LeVay Charles Socarides für die britische Dokumentation Born That Way? Als LeVay Socarides fragte, was die Gründe für die Homosexualität seines Sohnes seien, „wurde er böse und sagte, neben anderen Dingen: ‚Wie würde es ihnen gefallen, wenn ich sie nach ihrem HIV-Status fragen würde?‘“ Auf Wunsch Socarides wurde dieser Teil aus der Dokumentation herausgeschnitten. Im Jahre 1995 fragte ihn ein anderer Reporter, ob seine „lausige Kindererziehung“ der Grund sei. „Socarides platzierte die Schuld geschickt auf eine Kombination von unkontrollierbaren Ereignissen, ‚wie das Faktum, dass er und Richards Mutter sich scheiden ließen als Richard etwa drei Jahre alt war, das Alter, in welchem der neurotische Mechanismus‘ der Homosexualität in ein Kind eingepflanzt werden kann. Socarides sagte auch, dass Richards nun verstorbene Mutter nach der Scheidung ‚ziemlich harsch zu meinem Sohn‘ war.“

## Sichtweise der Homosexualität
Die männliche Homosexualität – so Socarides – habe ihre Ursache in einer dominanten Mutter und einem schwachen oder zurückweisenden Vater und sei für jedermann immer destruktiv:

„Die Homosexualität beruht auf der Furcht vor der Mutter und auf dem aggressiven Angriff gegen den Vater; sie ist voll von Aggression, Destruktion und Selbstbetrug. Es ist eine Maskerade des Lebens, bei der bestimmte psychische Energien neutralisiert und in einigermaßen ruhiger Lage gehalten werden. Dennoch droht stets der Durchbruch unbewusster Manifestationen von Destruktivität, Hass-, Inzest- und Angstgefühlen. Anstelle von Einigkeit, Kooperation, Trost, Anregung, Bereicherung, gesunder Herausforderung und Erfolg finden wir nur Destruktion, wechselseitige Niederlagen, Ausbeutung des Partners wie der eigenen Person, oral sadistische Inkorporation, aggressive Attacken, Versuche, die Angst zu beschwichtigen, sowie eine Scheinlösung für die aggressiven und libidinösen Impulse, die das Individuum beherrschen und quälen.“

Die Grundlagen einer homosexuellen Orientierung werden seiner Meinung nach gewöhnlich vor dem Alter von drei Jahren gelegt, sind also pre-ödipal. Er hält es theoretisch für möglich, dass er als junger, schüchterner, geiler („horny“), aus einer Kleinstadt kommender, 18-Jähriger an der Universität zu schwulen Sex hätte verführt werden können, wenn er nur aufgefordert worden wäre es zu probieren als er versuchte mit einem bestimmten unerreichbar scheinenden Mädchen in Kontakt zu kommen. Deshalb hält er offen schwule Tutoren für eine andere Form von Kindesmissbrauch.
Socarides sieht Homosexualität nicht als unmoralisch:

„Wenn meine Patienten einmal eine Erkenntnis in diese Dynamik gewonnen haben – und realisieren, dass in ihre langandauernden und mysteriösen Bedürfnisse keine moralische Verfehlung involviert ist – dann bewegen sie sich eher schnell weiter auf der Straße der Veränderung.“

„Der Homosexuelle ist krank, und alles was dazu beiträgt, diese Tatsache zu verschleiern, vermindert die Chance einer Behandlung. […] Sollte Homosexualität von der Gesellschaft akzeptiert werden, würden dadurch diese Probleme nur verstärkt werden. […]
Ungefähr die Hälfte der Patienten, die sich homosexuell betätigen, haben eine begleitende Schizophrenie oder Paranoia, sind latent oder psychoneurotisch schizophren oder leiden unter einer manisch-depressiven Reaktion. Die andere Hälfte der Patienten ist, wenn neurotisch, vom obsessionellen oder gelegentlich vom phobischen Typus. Manchmal leiden sie unter Charakterstörungen, einer psychopathischen Persönlichkeit oder verschiedenen Formen der Sucht. […] Als Lösung ist die Homosexualität immer zum Scheitern verurteilt, und auch wenn sie in den Dienst von utilitären Zielen gestellt wird – zum Beispiel Prestige, Macht, Protektion durch einen stärkeren Mann –, ist der Erfolg kurzlebig.“

Homosexualität ist seiner Meinung nach per se eine soziale Beeinträchtigung, da alleine Heterosexualität biologisch und sozial nützlich ist. Auch gäbe es eine fundamentale Wahrheit sowohl bei den unbewusste Psychodynamiken, als auch im Zusammenhang zwischen Anatomie und psychosozialer Identität. In einem Artikel im Journal of the American Medical Association beschrieb er Homosexualität als „gefürchtete Störung, bösartig im Charakter, welche zu epidemologischen Größenordnungen angestiegen ist.“ Nach seiner Schätzung „leiden“ 4 Millionen US-Amerikaner an diesem Zustand und er warnte, dass dies die führende Erkrankung des Landes sei. Mit Verweis auf Bieber (1962) reklamierte er, dass ein Drittel der exklusiv homosexuellen Patienten durch Psychoanalyse zu exklusiver Heterosexualität konvertiert werden könnten. (Bieber berichtete in seinem Beitrag eine Erfolgsrate von 19 %.)
Der Konsens der maßgeblichen psychologischen und psychiatrischen amerikanischen Fachverbände American Psychological Association und American Psychiatric Association ist, dass diese Theorien und Ansichten wissenschaftlich nicht haltbar sind.

## Ehrungen
- 1970–1973 – Physicians Recognition Award der American Medical Association
- Der erste Sigmund Freud Lectureship Award des New York Center for Psychoanalytic Training.
- 1987 – Sigmund Freud Award von der American Society of Psychoanalytic Physicians
- 1995 – Distinguished Psychoanalyst der Association of Psychoanalytic Psychologists, London (Kritik an der Preisvergabe von Andrew Samuels, Joanna Ryan und Mary Lynne Ellis nach einem Meeting der Psychotherapists and Counsellors for Social Responsibility[17])

## Werke
- The Overt Homosexual, Jason Aronson, Inc. bzw. Grune and Stratton, New York 1968, ISBN 0-87668-162-3
  - Alexander Mitscherlich (Hrsg.): Der offen Homosexuelle, Reihe: Literatur der Psychoanalyse, Suhrkamp Verlag, Frankfurt am Main 1971, ISBN 3-518-57256-3, 1985: ISBN 3-518-06967-5
- Beyond Sexual Freedom, New York Times/Quadrangle Books, 1975, ISBN 0-8129-0532-6.
- mit Selma Kramer: Work and Its Inhibitions: Psychoanalytic Essays, International Universities Press, 1975, ISBN 0-8236-6866-5
- The World of Emotions: Clinical Studies of Affects and Their Expression, International Universities Press, 1977, ISBN 0-8236-6867-3
- Homosexuality, 1978; neue Auflage unter dem Titel: Homosexuality: Psychoanalytic Therapy, Jason Aronson, Inc., 1989, ISBN 0-87668-814-8
- mit Toksoz B. Karasu: On Sexuality: Psychoanalytic Observations, International Universities Press, 1979, ISBN 0-8236-3857-X
- Preoedipal Origin and Psychoanalytic Therapy of Sexual Perversions, International Universities Press, 1988 ISBN 0-8236-4287-9
- mit Vamik D. Volkan: The Homosexualities: Reality, Fantasy, and the Arts, International Universities Press, 1990, ISBN 0-8236-2347-5
- mit Vamik D. Volkan: The Homosexualities and the Therapeutic Process, International Universities Press, 1991, ISBN 0-8236-2348-3
- Homosexuality: A Freedom Too Far. A Psychoanalyst Answers 1000 Questions About Causes and Cure and the Impact of the Gay Rights Movement on American Society, Roberkai, 1995, ISBN 0-9646642-5-9
- mit Abraham Freedman: Objects of Desire: The Sexual Deviations, International Universities Press, 2002, ISBN 0-8236-3731-X
- mit Loretta L. Loeb: The Mind of the Paedophile: Psychoanalytic Perspectives, Karnac, 2004, ISBN 1-85575-970-5